# Německo na Letních olympijských hrách 1996
Německo na Letních olympijských hrách v roce 1996 reprezentovala výprava 466 sportovců (279 mužů and 187 žen) v 26 sportech.

## Medailisté
| Medaile | Jméno | Sport                | Soutěž                                         |
| ------- | --- | -------------------- | ---------------------------------------------- |
| Zlato   | Lars Riedel | Atletika             | Muži hod diskem                                |
| Zlato   | Astrid Kumbernussová | Atletika             | Ženy vrh kouli                                 |
| Zlato   | Ilke Wyluddaová | Atletika             | Ženy hod diskem                                |
| Zlato   | Kay Bluhm Torsten Gutsche | Kanoistika           | K2 500 metrů muži                              |
| Zlato   | Detlef Hofmann Thomas Reineck Olaf Winter Mark Zabel                                                                                   | Kanoistika           | K4 1000 metrů muži                             |
| Zlato   | Andreas Dittmer Gunar Kirchbach | Kanoistika           | C2 1000 metrů muži                             |
| Zlato   | Oliver Fix | Kanoistika           | K1 slalom muži                                 |
| Zlato   | Birgit Fischerová Manuela Muckeová Anett Schucková Ramona Portwichová                                                                  | Kanoistika           | K4 500 metrů ženy                              |
| Zlato   | Jens Fiedler | Cyklistika           | Muži 1000 m sprint                             |
| Zlato   | Ulrich Kirchhoff | Jezdectví            | Parkurové skákání - jednotlivci                |
| Zlato   | Ludger Beerbaum Ulrich Kirchhoff Lars Nieberg Franke Sloothaak                                                                         | Jezdectví            | Parkurové skákání - družstvo                   |
| Zlato   | Isabell Werthová | Jezdectví            | Drezura - jednotlivci                          |
| Zlato   | Klaus Balkenhol Martin Schaudt Monica Theodorescu Isabell Werthová                                                                     | Jezdectví            | Drezura - družstvo                             |
| Zlato   | Andreas Wecker | Sportovní gymnastika | Muži hrazda                                    |
| Zlato   | Udo Quellmalz | Judo                 | Muži do 65 kg                                  |
| Zlato   | Andreas Hajek André Steiner Stephan Volkert André Willms                                                                               | Veslování            | Muži párová čtyřka                             |
| Zlato   | Kathrin Boronová Kerstin Köppenová Katrin Rutschowová-Stomporowskiová Jana Sorgersová                                                  | Veslování            | Ženy párová čtyřka                             |
| Zlato   | Thomas Flach Bernd Jäkel Jochen Schümann                                                                                               | Jachting             | Družstvo mužů třída Soling                     |
| Zlato   | Ralf Schumann | Sportovní střelba    | Muži 25 metrů rychlopalná pistole              |
| Zlato   | Christian Klees | Sportovní střelba    | Muži 50 metrů libovolná malorážka 60 ran vleže |
| Stříbro | Barbara Mensing Sandra Wagner Cornelia Pfohl                                                                                           | Lukostřelba          | Družstvo žen                                   |
| Stříbro | Frank Busemann | Atletika             | Muži desetiboj                                 |
| Stříbro | Oktay Urkal | Box                  | Muži do 63,5 kg                                |
| Stříbro | Kay Bluhm Torsten Gutsche | Kanoistika           | K2 1000 metrů muži                             |
| Stříbro | Birgit Fischerová Ramona Portwichová                                                                                                   | Kanoistika           | K2 500 metrů ženy                              |
| Stříbro | Jan Hempel | Skoky do vody        | Muži věž 10 m                                  |
| Stříbro | Annika Walterová | Skoky do vody        | Ženy věž 10 m                                  |
| Stříbro | Roland Baar Wolfram Huhn Detlef Kirchhoff Mark Kleinschmidt Frank Richter Thorsten Streppelhoff Peter Thiede Ulrich Viefers Marc Weber | Veslování            | Muži osmiveslice                               |
| Stříbro | Petra Horneber | Sportovní střelba    | Ženy 10 metrů vzduchová puška                  |
| Stříbro | Susanne Kiermayer | Sportovní střelba    | Ženy Double trap                               |
| Stříbro | Sandra Völker | Plavání              | Ženy 100 m volný způsob                        |
| Stříbro | Franziska van Almsicková | Plavání              | Ženy 200 m volný způsob                        |
| Stříbro | Dagmar Hase | Plavání              | Ženy 400 m volný způsob                        |
| Stříbro | Dagmar Hase | Plavání              | Ženy 800 m volný způsob                        |
| Stříbro | Dagmar Hase Kerstin Kielgass Franziska van Almsicková Sandra Völker Meike Freitag (rozplavba) Simone Osygus (rozplavba)                | Plavání              | Ženy štafeta 4 × 200 m volný způsob            |
| Stříbro | Marc Huster | Vzpírání             | Muži do 83 kg                                  |
| Stříbro | Ronny Weller | Vzpírání             | Muži do 108 kg                                 |
| Stříbro | Thomas Zander | Zápas                | muži, řecko-římský do 82 kg                    |
| Bronz   | Florian Schwarthoff | Atletika             | Muži 110 m překážek                            |
| Bronz   | Andrej Tiwontschik | Atletika             | Muži skok o tyči                               |
| Bronz   | Grit Breuerová Linda Kisabaka Uta Rohländer Anja Rücker                                                                                | Atletika             | Ženy štafeta 4 × 400 m                         |
| Bronz   | Zoltan Lunka | Box                  | Muži do 51 kg                                  |
| Bronz   | Thomas Ulrich | Box                  | Muži do 81 kg                                  |
| Bronz   | Luan Krasniqi | Box                  | Muži do 91 kg                                  |
| Bronz   | Thomas Becker | Kanoistika           | K1 slalom muži                                 |
| Bronz   | André Ehrenberg Michael Senft | Kanoistika           | C2 slalom muži                                 |
| Bronz   | Judith Arndt | Cyklistika           | Ženy stíhací závod (jednotlivkyně)             |
| Bronz   | Sabine Bauová Anja Fichtelová Monika Weberová                                                                                          | Šerm                 | Družstvo žen fleret                            |
| Bronz   | Richard Trautmann | Judo                 | Muži do 60 kg                                  |
| Bronz   | Marko Spittka | Judo                 | Muži do 86 kg                                  |
| Bronz   | Frank Möller | Judo                 | Muži váha těžká nad 100 kg                     |
| Bronz   | Johanna Hagnová | Judo                 | Ženy váha těžká nad 72 kg                      |
| Bronz   | Thomas Lange | Veslování            | Muži skif                                      |
| Bronz   | Mark Warnecke | Plavání              | Muži 100 m prsa                                |
| Bronz   | Mark Pinger Christian Tröger Bengt Zikarsky Björn Zikarsky Alexander Lüderitz (rozplavba)                                              | Plavání              | Muži štafeta 4 × 100 m volný způsob            |
| Bronz   | Aimo Heilmann Christian Keller Christian Tröger Steffen Zesner Konstantin Dubrovin (zozplavba) Oliver Lampe (rozplavba)                | Plavání              | Muži štafeta 4 × 200 m volný způsob            |
| Bronz   | Sandra Völker | Plavání              | Ženy 50 m volný způsob                         |
| Bronz   | Cathleen Rund | Plavání              | Ženy 200 m znak                                |
| Bronz   | Antje Buschschulte Simone Osygus Franziska van Almsicková Sandra Völker Meike Freitag (rozplavba)                                      | Plavání              | Ženy štafeta 4 × 100 m volný způsob            |
| Bronz   | Jörg Rosskopf | Stolní tenis         | Muži dvouhra                                   |
| Bronz   | Marc-Kevin Goellner David Prinosil | Tenis                | Muži čtyřhra                                   |
| Bronz   | Oliver Caruso | Vzpírání             | Muži do 91 kg                                  |
| Bronz   | Maik Bullmann | Zápas                | muži, řecko-římský do 90 kg                    |
| Bronz   | Aravat Sabejev | Zápas                | muži, volný styl do 100 kg                     |